# 丰特雷沃略
丰特雷沃略，是西班牙卡斯蒂利亚-莱昂塞戈维亚省的一个市镇。 总面积36平方公里，总人口412人（2001年），人口密度11人/平方公里。